# Budapesti AK
Budapesti Atletikái Klub,também conhecido como BAK ou Budapesti AK é um clube de futebol húngaro já extinto,da cidade de Budapeste.foi fundado em 1900,sendo desativado em 1947.
O clube chegou a participar da primeira divisão do Campeonato Húngaro de Futebol por treze temporadas seguidas (1906/07 - 1920/21),tendo como melhor posição o terceiro lugar na temporada 1911/1912, na temporada seguinte,chegou à final da Copa da Hungria,onde perdeu para o Ferencvárosi TC por 2x1.